# Ateuchus persplendens
Ateuchus persplendens är en skalbaggsart som beskrevs av Vladimir Balthasar 1939. Ateuchus persplendens ingår i släktet Ateuchus och familjen bladhorningar. Inga underarter finns listade.